# Hobulaid
Hobulaid (schwedisch Hästholm) ist eine estnische Ostsee-Insel.
Hobulaid befindet sich zwischen der Insel Vormsi und dem Fährhafen Rohuküla (Gemeinde Haapsalu) auf dem Festland. Die Insel wurde erstmals 1391 urkundlich erwähnt. Sie gehörte im Mittelalter zur Bischofsburg von Haapsalu.
Hobulaid hat eine Fläche von 75 Hektar. Der höchste Punkt liegt 6,6 m über dem Meeresspiegel. Den Nordteil der Insel bildet eine Os-Landschaft. Auf der Insel wachsen Erlen und Wacholder.
Auf Hobulaid befindet sich ein 13 m hoher Leuchtturm. Das heutige Bauwerk stammt von 1934.
In der Nähe von Hobulaid liegen die kleinen Eilande Obholmsgrunne (schwedisch Upholm), Odrarahu ja Varsarahu.

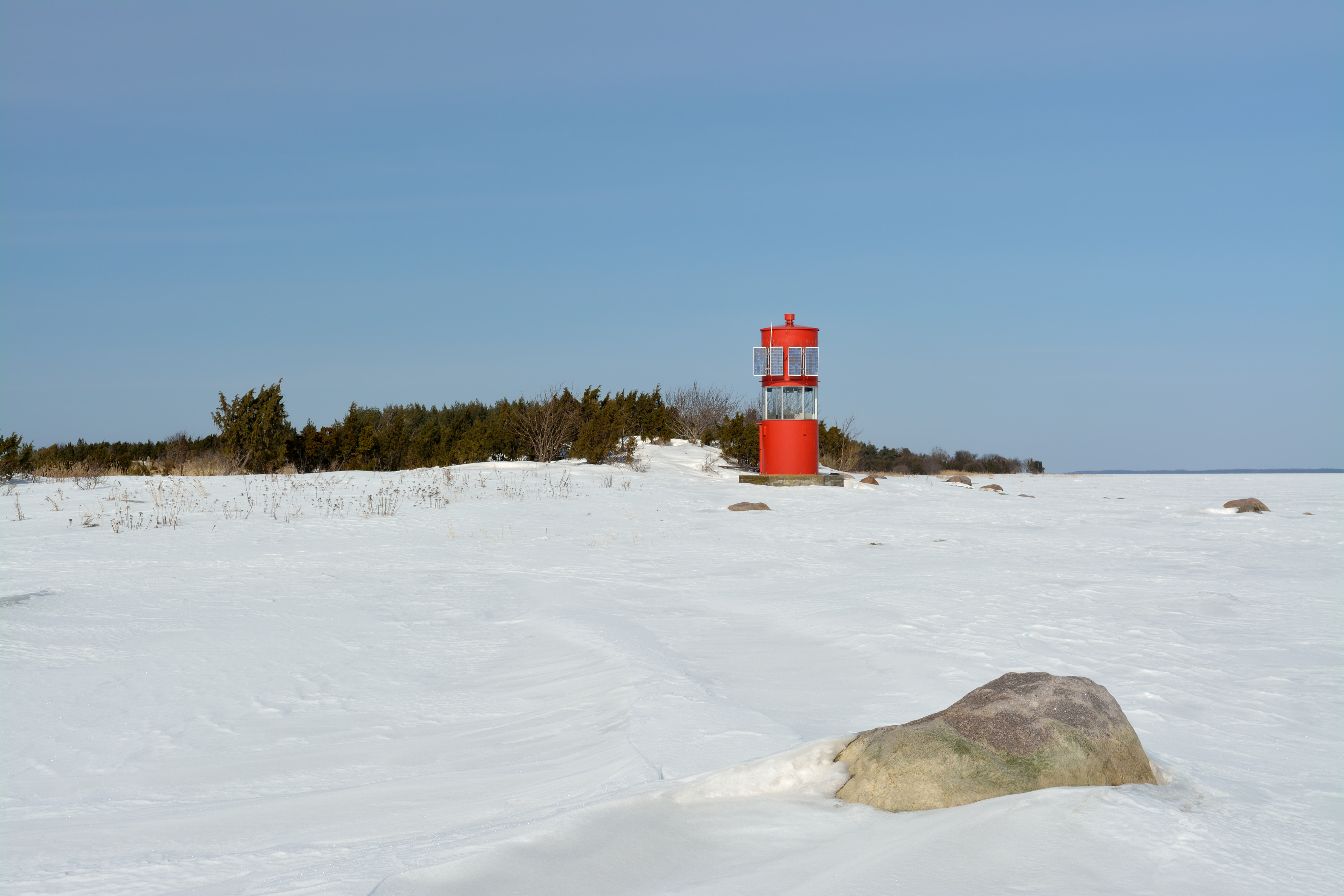
Süd-Leuchtfeuer von Hobulaid
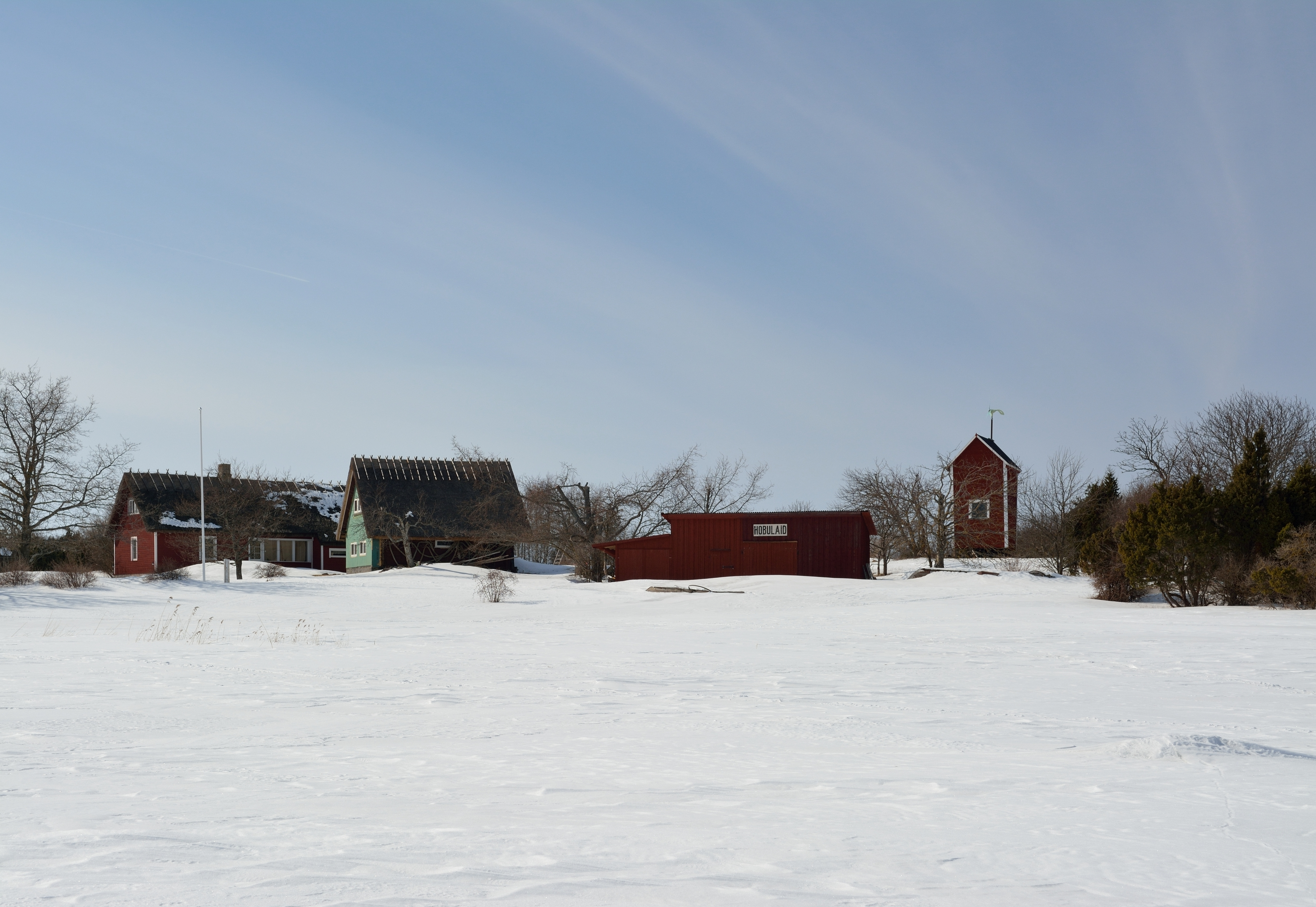
Hobulaid